# Lamproderma
Lamproderma Rostaf. (błyszczak) – rodzaj śluzowców z rodziny Stemonitidaceae.

## Systematyka i nazewnictwo
Pozycja w klasyfikacji według Index Fungorum: Stemonitidaceae, Stemonitida, Incertae sedis, Myxogastrea, Mycetozoa, Amoebozoa, Protozoa.
Nazwa polska według checklist.

## Gatunki występujące w Polsce
- Lamproderma arcyrioides (Sommerf.) Rostaf. 1875 – błyszczak trwały
- Lamproderma arcyrionema Rostaf. 1875 – błyszczak siatkowaty
- Lamproderma atrosporum Meyl. 1910 – błyszczak ciemny
- Lamproderma columbinum (Pers.) Rostaf. 1873 – błyszczak świetny
- Lamproderma gulielmae Meyl. 1919 – błyszczak bruzdowany
- Lamproderma maculatum Kowalski 1970 – błyszczak plamisty
- Lamproderma ovoideum Meyl. 1932 – błyszczak jajowaty
- Lamproderma sauteri Rostaf. 1875 – błyszczak gromadny
- Lamproderma scintillans (Berk. & Broome) Morgan 1894 – błyszczak wielobarwny

Nazwy naukowe na podstawie Index Fungorum. Nazwy polskie według checklist i W. Fałtynowicza.